# Sora (Save)
Sora (deutsch: Zayer (Bach), Zaier oder Zeier) ist der Name eines rechten Nebenflusses der Save im westlichen Teil Sloweniens.   
Die Sora bezieht ihr Wasser hauptsächlich aus dem Hügelland von Škofja Loka.  
Ihre Quellbäche sind die Poljanska Sora, auch Poljanščica, benannt nach dem Poljane-Tal (Poljanska dolina), und die Selška Sora (auch Selščica), benannt nach dem Selca-Tal (Selška dolina).
Die Poljanska Sora ist mit 43 Kilometer der längere Quellbach, während die  Selška Sora 32 Kilometer lang ist. Sie fließen in Škofja Loka zusammen und setzen ihren Fluss als Sora für die nächsten 9,2 Kilometer bis Medvode fort, wo die Sora in die Save mündet. 
Einschließlich der Poljane Sora ist die Sora 52 km lang.